# Politisk höger
Politisk höger är  den ena sidan i den grova uppdelningen av politisk ideologi i vänster-högerskalan som fick sitt namn från ledamöternas placering i franska nationalförsamlingen omedelbart efter Franska revolutionen 1789. Ledamöter som tillhörde aristokratin och stödde den franska kungen var placerade till höger i församlingen och de som ville avskaffa monarkin och genomföra stora reformer satt till vänster. Efter monarkins återupprättande i Frankrike 1815 användes uttrycket La droite (högern) för att beskriva rojalisterna.
Indelningen anammades sedan som ideologisk uppdelning i brittisk politik redan på 1790-talet, och etablerades under de sociala omvälvningarna under andra halvan av 1800-talet. De liberala och samhällsstörtande krafterna såg sig som arvtagare till de radikala som suttit till vänster och utsåg både de konservativa och den nya kapitalstarka borgerligheten till höger. 
Under början av 1900-talet togs beteckningen höger upp av borgerliga politiker i flera länder. I Sverige grundades Moderata samlingspartiet under namnet Högerns riksorganisation (1938-1952) med namnbyte till Högerpartiet (1952-1969). Senare har både gamla och nybildade partier distanserat sig från uppdelningen i höger och vänster. 
Vad som anses som politisk höger är relativt, varierar över tid och är beroende av kontext. Politisk höger i ett land betraktas inte nödvändigtvis som politisk höger i ett annat land. I 2020-talets Sverige anger Länsstyrelsernas informationsmaterial att den politiska höger-vänsterskalan bland annat formats efter hur mycket skatt partierna anser att allmänheten ska betala eller hur stor roll staten ska spela i samhället.
Grundläggande för dagens politiska höger är åsikten att andra värden är överordnade jämlikhet. Politisk höger utgår från att individer är olika och gör olika val. Individens frihet leder således oundvikligen till olika utfall. Detta i motsats till den politiska vänstern som har det jämlika samhället som rättviseideal och verkar för att utjämna skillnader mellan olika samhällsgrupper. Jämlikhet är sällan entydigt definierat. En ESO-rapport definierar jämlikhet som att "att alla människor skall ha samma rättigheter och att de nyttigheter som finns i samhället skall fördelas så lika som möjligt". Detta ställs i motsats till behålla-rättvisa som definieras som " uppfattningen att var och en skall ha rätt att behålla sådant som hon har fått eller skaffat sig på ett rättmätigt sätt". Rapportförfattaren gör gällande att den politiska striden mellan höger och vänster kokar ner till "en strid om utrymmet för dessa båda rättviseprinciper". Vissa aspekter av jämlikhet råder det dock konsensus kring mellan högern och vänstern i nutida demokratiska samhällen. Dit hör till exempel allmän och lika rösträtt, liksom likhet inför lagen.
Från att ursprungligen enbart benämna de konservativa har begreppet högern senare utvidgats till att även beskriva liberala konservativa, klassiska liberaler, frihetliga konservativa, kristdemokrater och moderata nationalister. Det som särskiljer olika delar av den politiska högern är vilka andra värden utöver behålla-rättvisa de överordnar jämlikhet. För liberaler är välståndsskapande genom konkurrens och valfrihet överordnat jämlikhet medan konservativa anser att kollektiv såsom familjen, kyrkan och/eller nationen som identitets- och sammanhållningsskapande institutioner är överordnade jämlikhet.
I engelskspråkiga länder dröjde det fram till 1920-talet innan politik började diskuteras utifrån left (vänster) och right (höger).